# Bebelis longipennis
Bebelis longipennis là một loài bọ cánh cứng trong họ Cerambycidae.